# دانشگاه آلفرد
دانشگاه آلفرد یک دانشگاه خصوصی در آلفرد، نیویورک است. این دانشگاه در مقطع کارشناسی تقریباً ۱۶۰۰ دانشجو دارد. دانشگاه آلفرد میزبان کالج سرامیک ایالت نیویورک است که شامل دانشکده مهندسی Inamori و دانشکده هنر و طراحی است. این دانشگاه به عنوان یک مدرسه منتخب غیر فرقه ای توسط باپتیست‌های روز هفتم تأسیس شده‌است.

## تاریخچه
دانشگاه آلفرد میزبان اساتید مهمان، هنرمندان و نوازندگان از جمله فردریک داگلاس، رالف والدو امرسون بوده‌است. در آوریل ۲۰۰۰، زمانی که دانشجوی سال اول، اریک زاکرمن، هیلاری کلینتون، بانوی اول آن زمان، در طول مبارزات انتخاباتی خود برای مجلس سنای ایالات متحده از نیویورک، بازدیدی از دانشگاه را ترتیب داد، دانشگاه آلفرد مورد توجه ملی قرار گرفت. در دهه ۱۹۹۰، دانشگاه آلفرد به همراه شرکت کورنینگ اینکورپوریتد و ایالت نیویورک شروع به توسعه کریدور سرامیک کردند، که برای استفاده از صنعت در حال ظهور سرامیک و ایجاد مشاغل جدید طراحی شده بود. دانشگاه آلفرد توسط یواس نیوز اند ورلد ریپورت در نسخه ۲۰۲۱ بهترین کالج‌ها، دانشگاه‌های منطقه‌ای شمال، رتبه ۴۵ را دریافت کرده‌است، در حالی که در سال ۲۰۱۹، این دانشگاه دارای نرخ پذیرش ۶۶٪ بود.